# クィーン・コング
『クィーン・コング』 (Queen Kong) は、1976年にデクスター・フィルムズが製作したイギリスの映画。
1933年のメリアン・C・クーパーとアーネスト・B・シェードザック共同監督版『キング・コング』のパロディであり、1976年のジョン・ギラーミン監督版『キングコング』の公開に当て込んで製作された。どこかの庭で撮影されたようなあまりにもチープすぎる特撮と、広川太一郎による吹き替えから、日本では一部でカルト的な人気を持つ。
ソフト化された際のタイトルは、パッケージで確認できる限りでは『クイーン・コング』である。

## スタッフ
- 監督：フランク・アグラマ
- 製作：ウィルジリオ・デ・ブラシ
- 製作総指揮：キース・キャヴェリ
- 脚本：フランク・アグラマ、ロナルド・ドブリン
- 撮影：イアン・ウィルソン
- 編集：デヴィッド・キャンプリング
- 音楽：ザ・ペパーズ
- 美術：デイヴィッド・ブロックハート
- 衣装：ジョイス・ストーンマン
- 振付：ジリアン・グレゴリー
- メイクアップ：ヴァニティ・フィリップス
- オプチカル特撮：ジョン・リース

## キャスト
- ロビン・アスクイズ（広川太一郎）：レイ・フェイ
- ルーラ・レンスカ（小原乃梨子）：ルース・ハビット
- ヴァレリー・レオン
- ロジャー・ハモンド
- バーバラ・アレン
- スージー・アーサー
- ジョン・クライブ
- キャロル・ドリンクウォーター
- ブライアン・ゴドフレイ